# Мелитопольская операция
Мелито́польская опера́ция — фронтовая наступательная операция, проводившаяся с 26 сентября по 5 ноября 1943 года войсками Южного фронта (с 20 октября 1943 — 4-го Украинского фронта) во время Великой Отечественной войны; часть второго этапа битвы за Днепр — Нижнеднепровской стратегической наступательной операции.

## Силы сторон

### Рабоче-крестьянская Красная армия
557 танков, 47 САУ, 684 исправных самолёта: 134 бомбардировщика (66 из них ночные), 201 штурмовик, 12 разведчиков-корректировщиков, 337 истребителей.

## Ход операции
Проводилась в период с 26 сентября по 5 ноября 1943 года по завершении Донбасской операции с целью разгрома в Северной Таврии 6-й армии немецкой группы армий «А», отошедшей на заранее подготовленные позиции на реке Молочной (один из наиболее укреплённых участков «Восточного вала», прикрывавший подступы к полуострову Крым), освобождения остальной части Северной Таврии и выхода к низовьям Днепра с тем, чтобы отрезать от основных сил и запереть в Крыму крупную группировку немецких войск.
21 сентября войска Южного фронта по завершении Донбасской операции вышли к оборонительному рубежу противника на реке Молочной, представлявшему собой 2—3 полосы обороны с развитой системой траншей, долговременных огневых сооружений, многочисленных противотанковых и противопехотных заграждений. Основным узлом обороны был Мелитополь.
В ходе наступления, начавшегося 26 сентября, планировалось нанести два удара: главный удар основными силами севернее Мелитополя (4 армии, 2 танковых и 2 кавалерийских корпуса) и вспомогательный удар силами 28-й армии из района южнее Мелитополя в обход города с юго-запада.
Наступление было начато по требованию Ставки, чтобы не дать противнику закрепиться на оборонительном рубеже, практически без оперативной паузы, без надлежащей подготовки и разведки, несмотря на усталость войск и истощённость материальных средств. Во многом именно поэтому оно практически захлебнулось — за 5 дней советским войскам при больших потерях удалось вклиниться в оборону противника лишь на 2—10 км.
С 30 сентября по 9 октября наступление было временно остановлено, бои проходили позиционные. Проведя тщательный анализ обстановки и обнаружив, что командующий 6-й армией вермахта перебрасывает значительные силы с южного фланга на северный, командующий войсками фронта Ф. И. Толбухин перегруппировал основные силы в противоположном направлении и нанёс массированный удар по ослабленной группировке противника. Переброска в полосу 28-й армии войск 51-й армии, а также танкового и кавалерийского корпусов позволила добиться наибольшего успеха на южном направлении, и через две недели после возобновления операции, 23 октября, Мелитополь был освобождён 51-й армией при взаимодействии с войсками 28-й армии. Одновременно войска, наступающие севернее города, также прорвали немецкую оборону и перекрыли противнику доступ к железнодорожной линии Запорожье — Мелитополь.
В прорыв южнее Мелитополя была введена подвижная конно-механизированная группа «Буря» в составе 4-го гвардейского кавалерийского Кубанского и 19-го танкового корпусов, поддерживаемая авиацией. 24 октября немецкие войска были вынуждены начать общее отступление. Преследуя противника, советские войска 30 октября освободили Геническ и вышли на побережье залива Сиваш, а 1 ноября, преодолев Турецкий вал, ворвались на Перекопский перешеек. К ночи 5 ноября войска вышли к низовьям Днепра и захватили плацдарм на южном берегу Сиваша.
Наступавшим войскам, однако, не удалось выбить противника с занимаемого им плацдарма на левом берегу Днепра южнее Никополя.
В результате операции советские войска продвинулись на запад и юго-запад на 50—320 км, освободили почти всю Северную Таврию и блокировали с суши крымскую группировку немецких войск, создав условия для освобождения Крыма и юга Правобережной Украины.
18 наиболее отличившихся частей и соединений получили почётные наименования Мелитопольские. За освобождение города Мелитополя 87 бойцов и командиров получили звание Героя Советского Союза, из них 12 воинов — уроженцы Мелитополя.